# Universidad San Sebastián
La Universidad San Sebastián (USS) es una universidad privada chilena, fundada en 1989 en Concepción. Actualmente, su sede central se ubica en Santiago de Chile, y cuenta con campus en el Gran Concepción, Valdivia y Puerto Montt. Estas instalaciones suman un total de 155 000 m² construidos y albergan a más de 24 mil estudiantes.
Desde 2017, la USS es miembro asesor del Consejo de Rectores de las Universidades Chilenas (CRUCH) y está adscrita al Sistema Único de Admisión  (SUA) a las universidades chilenas.
Actualmente se encuentra acreditada por la Comisión Nacional de Acreditación (CNA-Chile) por un período de 5 años (de un máximo de 7), desde octubre de 2021 hasta octubre de 2026.Figura en la posición 21 dentro de las universidades chilenas según la clasificación webométrica SCImago Institutions Rankings (SIR) 2024.Está en la posición 25 según el ranking de Webometrics 2024. Está en la posición 17-28 a nivel nacional en el ranking Times Higher Education 2024.

## Historia
Los dueños originales de la universidad fueron Javier Pivcevic Bayer, Verónica González Contreras, Héctor Raúl Poblete Almendra y María Cecilia Salvatierra Ibáñez, todos oriundos del Gran Concepción. La USS comenzó sus actividades en 1990 con solo dos carreras: Ingeniería comercial y Psicología, y su sede central se ubicaba en Diagonal Pedro Aguirre Cerda #1225. El nombre "San Sebastián" fue elegido por su relevancia regional, en honor al santo patrono de la Región del Biobío.
En 1997, el empresario inmobiliario José Luis Zabala Ponce adquirió una participación mayoritaria en la universidad. Un año después, asumió la presidencia de la junta directiva y, en 2005, fue nombrado rector, cargo que ocupó hasta su fallecimiento en 2006. En 2007, Alejandro Pérez, exgerente de Celulosa Arauco y Constitución, se convirtió en el principal accionista tras comprar acciones de la institución por 30.000 millones de pesos. Luis Cordero Barrera, actual presidente de la junta directiva, también es accionista.
El campus Las Tres Pascualas, construido en 2000 en Concepción junto a la laguna homónima, se convirtió en la sede principal de la universidad. Este edificio recibió los premios Municipal de Arquitectura (2002) y Bicentenario (2009). Tras la inauguración de este campus icónico, la USS inició un proceso de expansión en julio de 2001, cuando obtuvo autonomía y certificación para abrir sedes en otras ciudades.
En 2002 comenzó a operar la sede de Puerto Montt; en 2003, la sede de Talcahuano, que funcionó hasta 2010; en 2004, la sede de Valdivia; en 2006, la sede de Santiago; y en 2009, el Campus Bellavista en Santiago.
En 2013, la escuela de medicina de la USS se convirtió en la segunda más grande de Chile por número de estudiantes.
En 2016, la universidad solicitó ingresar al SUA, pero inicialmente el CRUCH determinó que no cumplía con los requisitos. Posteriormente, la USS ajustó sus estatutos y presentó la documentación requerida, logrando su admisión al SUA en 2017.
El 21 de marzo de 2018, el ingeniero comercial Carlos Williamson Benaprés sucedió a Hugo Lavados como rector de la USS, quien había ocupado el cargo desde 2014.

### Rectores
Desde la fundación de la Universidad San Sebastián, han ocupado el cargo de rector:
| Rectoría | Nombre                     | Periodo     | Fotografía |
| -------- | -------------------------- | ----------- | ---------- |
| I        | Carmen Vidal Montecinos    | 1990-1995   |            |
| II       | Guido Meller Mayr          | 1995-2004   |            |
| III      | Samuel Arancibia Lavín     | 2004-2005   |            |
| IV       | José Luis Zabala Ponce     | 2005-2006   |            |
| V        | Guido Meller Mayr          | 2007-2009   | GMM        |
| VI       | Ricardo Riesco Jaramillo   | 2009-2014   |            |
| VII      | Hugo Lavados Montes        | 2014-2018   |            |
| VIII     | Carlos Williamson Benaprés | 2018-2022   |            |
| IX       | José Rodríguez Pérez       | 2022-2023   |            |
| X        | Hugo Lavados Montes        | 2023-actual |            |

### Autoridades actuales
- Rector: Hugo Lavados Montes.
- Prorrector: Javier Valenzuela Acevedo.
- Secretaria General: Ximena de Juan Guzmán.
- Vicerrector Académico y de Vinculación con el Medio: Antonio Pujol Martin.
- Vicerrector de Aseguramiento de la Calidad: Gonzalo Puentes Soto.
- Vicerrector de Investigación y Doctorados: Tomás Pérez-Acle.
- Vicerrector de Postgrados y Educación Continua: Federico Casanello Frisius.
- Vicerrector de Comunicaciones y Marketing: María Paz Epelman.
- Vicerrector de Admisión y Desarrollo Estudiantil: Arturo Zúñiga Jory

### Junta Directiva
| Nombre                        | Cargo          |
| ----------------------------- | -------------- |
| Carlos Vio Lagos              | Presidente     |
| Pilar Zabala Meruane          | Vicepresidenta |
| Ana María Velasco Silva       | Directora      |
| Andrea Pérez Marchant         | Directora      |
| José Tomás Cordero Echeverría | Director       |
| Pilar Navarro Betteley        | Directora      |
| Javier Pivcevic Bayer         | Director       |
| Andrés Vaccaro Buscaglia      | Director       |
| Marcelo Ruiz Paredes          | Director       |
| Margarita Cofré Larraín       | Directora      |

### Vicerrectores de Sede
La Universidad San Sebastián presenta en cada sede un Vicerrector, que es la máxima autoridad de la sede.
| Sede         | Campus | Nombre del Vicerrector(a) | Periodo           |
| ------------ | --- | ------------------------- | ----------------- |
| Santiago     | Campus Bellavista Campus Los Leones de Providencia Campus Ciudad Empresarial Club Deportivo USS Hospital Docente Clínico Buin Zoo |                           |                   |
| Concepción   | Campus Las Tres Pascualas Campus Paicaví                                                                                          | Claudio Concha Navalón    | 2023 - actualidad |
| Valdivia     | Campus Valdivia | Pablo Hoffmann León       | 2022 - actualidad |
| Puerto Montt | Campus Pichi Pelluco - Patagonia                                                                                                  | Sergio Hermosilla Pérez   | 2018 - actualidad |

### Federaciones de Estudiantes
| Sede                                                                 | Nombre del Presidente(a) | Periodo           |
| -------------------------------------------------------------------- | ------------------------ | ----------------- |
| Santiago de Chile Campus Bellavista Campus Los Leones de Providencia | Paloma Santibañez        | 2023 - actualidad |
| Concepción Campus Las Tres Pascualas Campus Paicaví                  | Catalina Gallegos        | 2023 - actualidad |
| Valdivia Campus Valdivia                                             | Catalina                 |                   |
| Puerto Montt Campus Osorno Campus Pichi Pelluco                      | Monserratt Sleman        | 2023 - actualidad |

## Facultades y carreras
La universidad está conformada por doce facultades, que albergan un total de treinta y cuatro carreras de pregrado.
| Facultad                                         | Carreras | Decano                          | Sedes                                     |
| ------------------------------------------------ | --- | ------------------------------- | ----------------------------------------- |
| Facultad de Ciencias de la Educación             | Educación Parvularia Pedagogía en Educación Básica con mención en lenguaje y comunicación Pedagogía en Educación Básica con mención en matemática Pedagogía en Educación Diferencial Pedagogía en Inglés | Víctor Ruiz González            | Santiago Concepción Valdivia Puerto Montt |
| Facultad de Ciencias para el Cuidado de la Salud | Enfermería Nutrición y Dietética Obstetricia Licenciatura en Ciencias de la Actividad Física | Carolina González Reyes         | Santiago Concepción Valdivia Puerto Montt |
| Facultad de Ciencias de la Naturaleza            | Medicina Veterinaria Ingeniería en Recursos naturales y Sostenibilidad Ingeniería en Gestión de Expediciones y Ecoturismo | María Emilia Undurraga Marimón  | Santiago Concepción Puerto Montt          |
| Facultad de Derecho y Ciencias Sociales          | Derecho Licenciatura en Historia | Gonzalo Arenas Hödar            | Santiago Concepción Valdivia Puerto Montt |
| Facultad de Economía y Gobierno                  | Ingeniería Comercial Administración Pública | Alejandro Weber Pérez           | Santiago Concepción Valdivia Puerto Montt |
| Facultad de Ingeniería                           | Ingeniería Civil - Plan Común Ingeniería Civil Ingeniería Civil Industrial Ingeniería Civil Informática Ingeniería Civil en Minas Geología | Rodrigo Navia Diez              | Santiago Concepción Valdivia Puerto Montt |
| Facultad de Arquitectura, Arte y Diseño          | Arquitectura Animación Digital Licenciatura en Arte y Conservación del Patrimonio | Loreto Lyon Nuño                | Santiago Concepción Valdivia Puerto Montt |
| Facultad de Medicina                             | Medicina | Carlos Pérez Cortés             | Santiago Concepción Valdivia Puerto Montt |
| Facultad de Ciencias                             | Bioquímica Bachillerato en Ciencias de la Salud Química y Farmacia Tecnología Médica, Mención Laboratorio Clínico, Hematología y Banco de Sangre Tecnología Médica, Mención Morfofisiopatología y Citodiagnóstico Tecnología Médica, Mención Imagenología y Física Médica Tecnología Médica, Mención Oftalmología y Optometría | Pamela Cámpora Oñate            | Santiago Concepción Valdivia Puerto Montt |
| Facultad de Odontología                          | Odontología | Rosario García-Huidobro Kirberg | Santiago Concepción Valdivia Puerto Montt |
| Facultad de Ciencias de la Rehabilitación        | Kinesiología Terapia Ocupacional Nutrición y Dietética Fonoaudiología | Tania Gutierrez P.              | Santiago Concepción Valdivia Puerto Montt |
| Facultad de Psicología y Humanidades             | Psicología Bachillerato en Humanidades y Ciencias Sociales Licenciatura en Filosofía Licenciatura en Literatura | Klaus Droste Ausborn            | Santiago Concepción Valdivia Puerto Montt |

## Infraestructura
La universidad está conformada por las siguientes sedes y campus:

### Sede Santiago

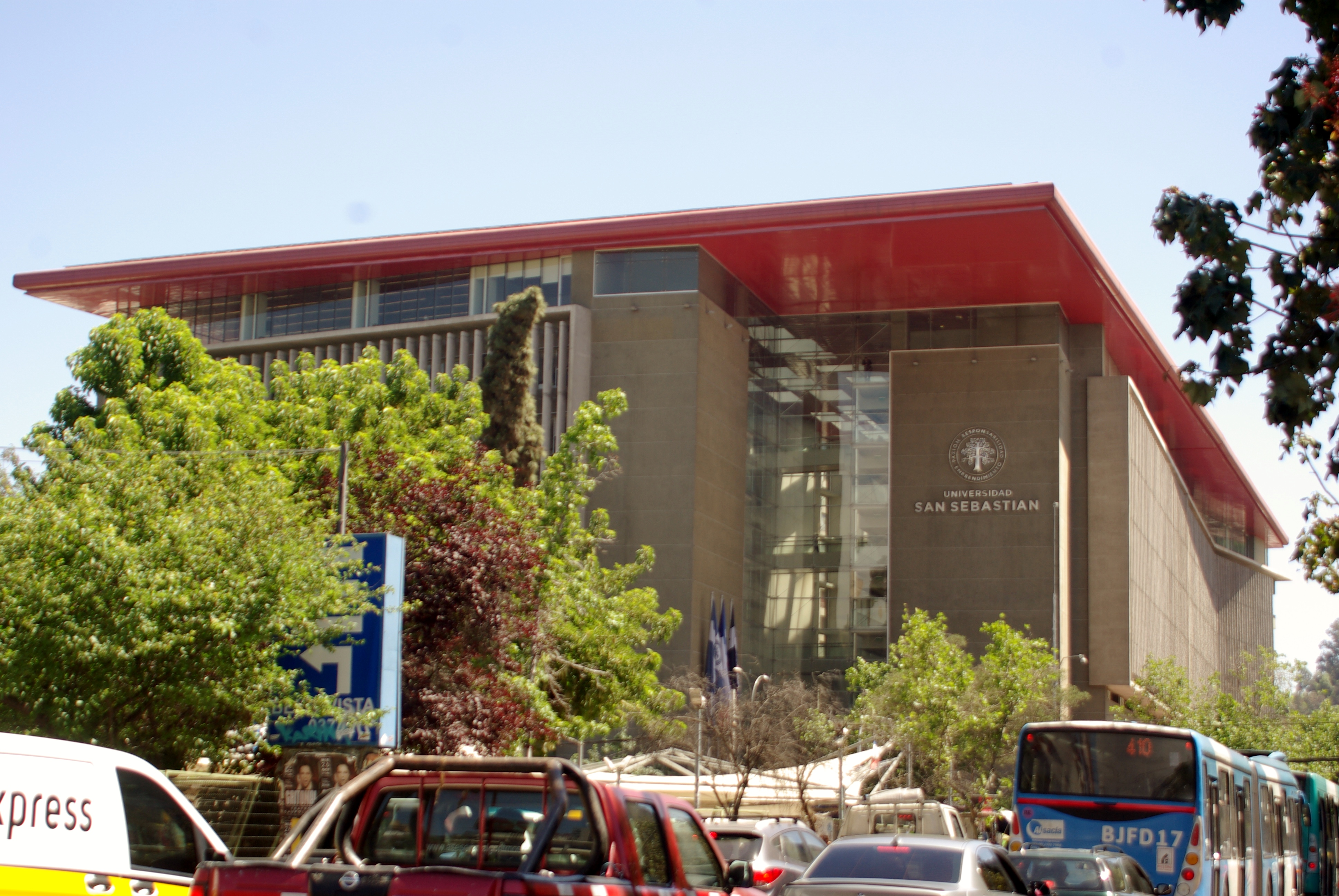
Campus Bellavista, casa central.

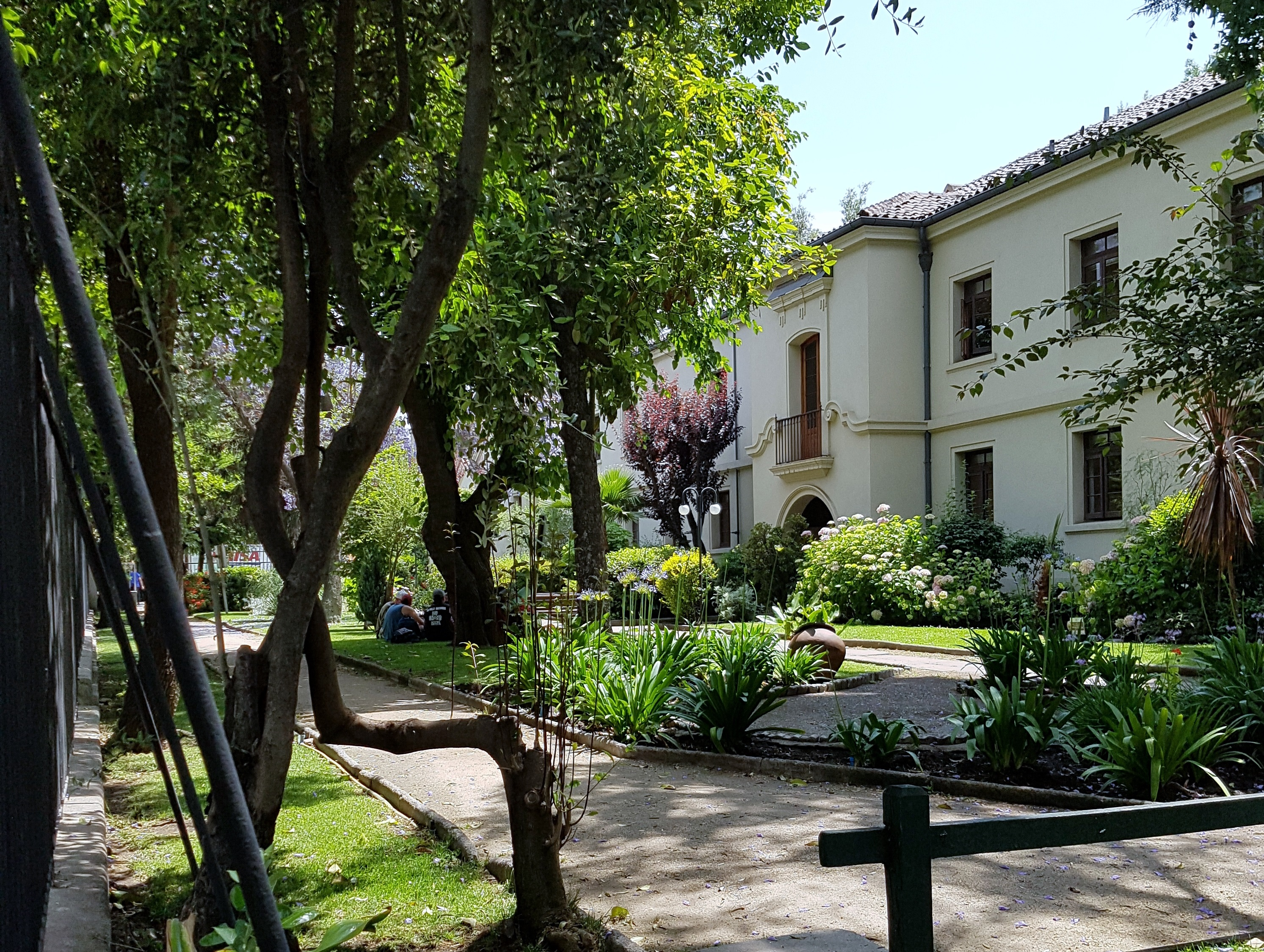
Campus Los Leones de Providencia.

Integrada por los campus Bellavista, Los Leones de Providencia, Ciudad Empresarial, el Centro de Alta Montaña ubicado en el Cajón del Maipo y Ciudad Deportiva USS.
- Campus Bellavista: Casa Central de la Universidad. Se ubica en la comuna de Recoleta. Diseñado por el arquitecto Cristián Boza, fue inaugurado el 6 de noviembre de 2009 y cuenta con 32.882 m² construidos. El campus ocupa los terrenos donde desde 1975 (hasta 2007) se encontraba el Liceo Alemán de Santiago (esquina de Bellavista con Pío Nono) y, antes, el convento de las monjas clarisas de la Victoria o de Nueva Fundación, discípulas de santa Clara, que se habían trasladado a este lugar desde el antiguo monasterio que se ubicaba entre la plaza de Armas y la calle Agustinas.[18] Esto explica que en él haya quedado la iglesia de Nuestra Señora de la Victoria, construcción neogótica del arquitecto francés Eugenio Joannon radicado en Chile la que, cuando las clarisas se mudaron, pasó a ser capilla del citado liceo. La USS la restauró después del terremoto de 2010.[10]
- Campus Los Leones de Providencia: Ubicado en la comuna de Providencia, cuenta con 31.703 m² construidos,[cita requerida] ocupando toda la manzana que forman las calles Lota (norte), Los Leones (oeste), Carmen Sylva (sur) y Holanda (este), donde antes de mudarse a Lo Barnechea el Santiago College tuvo su sede durante casi 80 años. El conjunto de edificios construidos a principios de los años 1930 en torno a patios según el diseño del arquitecto Josué Smith Solar.[19] En 2008, la universidad firma un acuerdo con el Santiago College, a través del cual la USS utilizará, por al menos 30 años, las dependencias de Providencia de este colegio.[8] Las dependencias fueron modernizadas en 2013: se habilitaron los edificios existentes para las nuevas facultades y se construyeron laboratorios, aulas y cuatro niveles de estacionamientos de acuerdo al proyecto de la oficina de Cristián Boza Wilson, hijo del que fue decano de la Facultad de Arquitectura de esta casa de estudios.[20]
- Campus Ciudad Empresarial
- Club Deportivo USS

### Sede Concepción
Campus Las Tres Pascualas

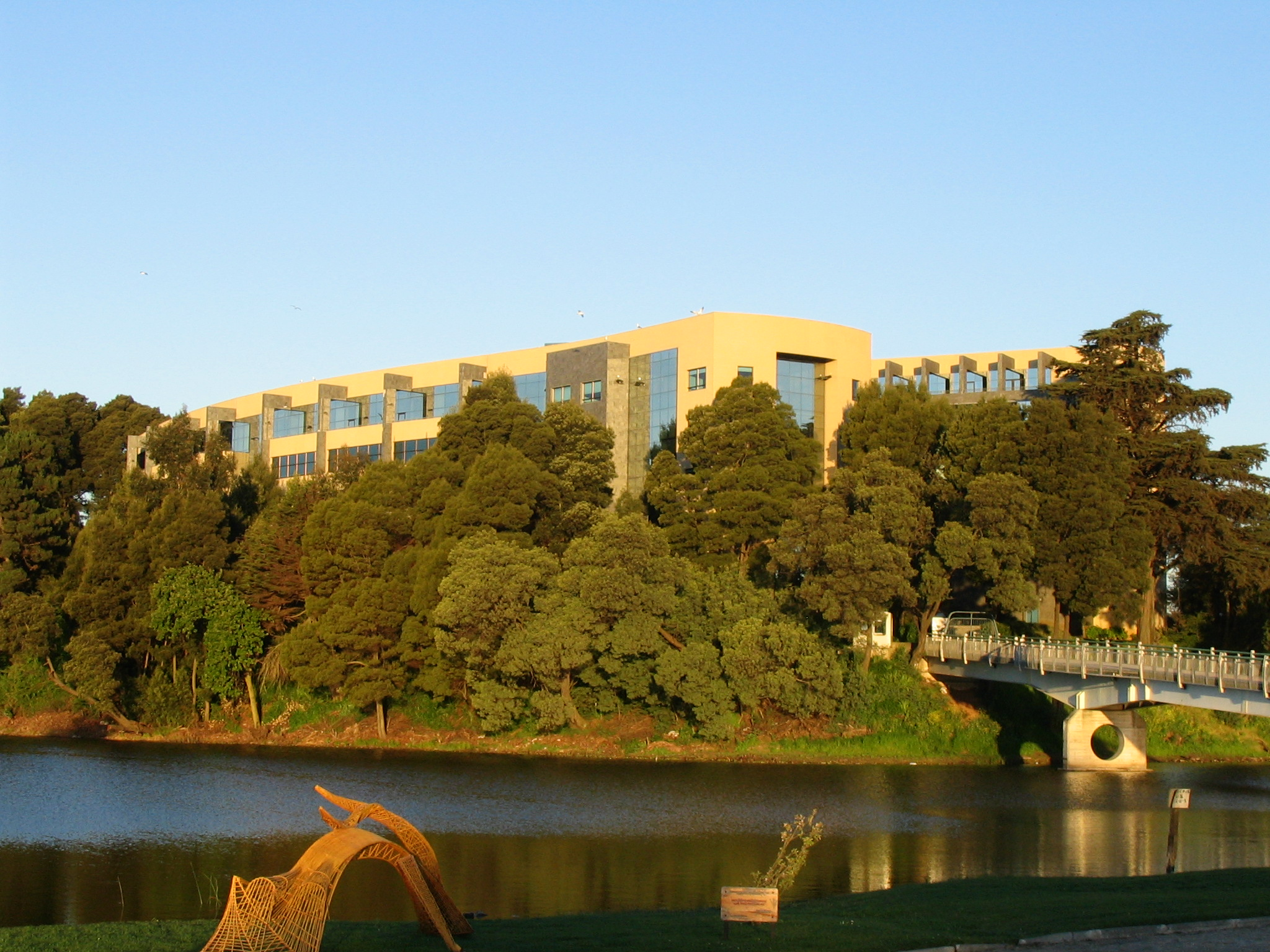
Campus Tres Pascualas.

Fue la antigua Casa Central de la universidad hasta su traslado a Bellavista (Santiago) en 2009. Construido el año 2000 a orillas de la laguna homonimia, obtuvo los premios Municipal de Arquitectura de Concepción 2009 y, el mismo año, el Obra Bicentenario, consolidando a la sede como un hito urbano que cambió la fisonomía de esa ciudad.

### Sede Valdivia
Inicia sus funciones en 2004 y formada por el Campus del mismo nombre, posee 6 edificios los que suman más de 10 000 m² construidos, más un moderno gimnasio ubicado en la zona de Isla Teja, el edificio central de la universidad está ubicado en calle General Lagos que es zona patrimonial arquitectónica por la gran cantidad de casonas antiguas propias de la colonización alemana de Valdivia, este edificio cuenta con una moderna Aula Magna, además de contar con una vista privilegiada al Río Valdivia, a los humedales propios de la zona y al Puente Cruces que conecta a la ciudad con la zona costera valdiviana. 
El edificio central además presenta un vestigio patrimonial de la colonización alemana que data del año 1919, tratándose de una gran chimenea central "Chimenea Ehrenfeld" empresa familiar generadora de energía termo-eléctrica, previo a la inauguración del Sistema Interconectado Central.
Uno de los inmuebles del Campus es la "Casona Hoffmann" (calle General Lagos #1190), casona antigua alemana que fue recuperada y restaurada en su totalidad en donde funciona el Centro de Estudios Cervantinos y algunas direcciones de escuelas.
En 2014 la universidad firma un convenio con otras universidades de la ciudad y el Centro de Estudios Científicos (CECs) formando la corporación "Valdivia, Ciudad Universitaria y del Conocimiento" que otorga alianzas estratégicas entre estas instituciones para la generación de un polo científico en el sur austral.

### Sede De la Patagonia
El Campus, ubicado en el sector de Pichi Pelluco, posee un mirador desde donde se pueden apreciar toda la ciudad y la bahía de Puerto Montt. 
El Campus busca convertirse en un referente educacional de la zona, que permita a la USS consolidarse como una de las universidades líderes en la región, y ser reconocida por la excelencia académica, la formación integral de sus alumnos, y su compromiso con la responsabilidad social.       
La Sede de la Patagonia, acoge a unos 4.500 estudiantes de pregrado diurno.      

### Sedes y campus desaparecidos

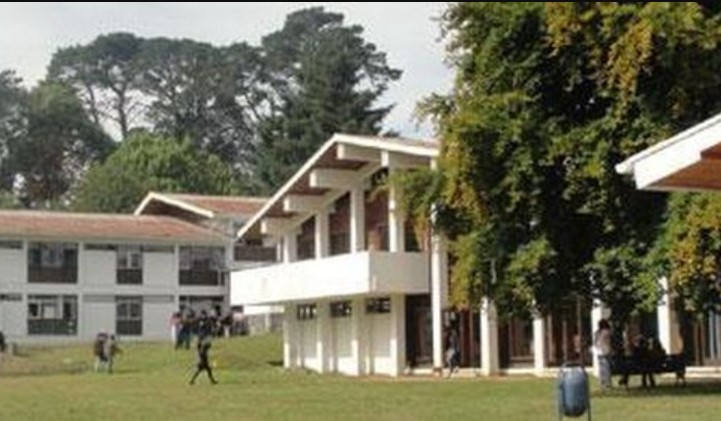
Campus Pilauco

La Universidad San Sebastián, tuvo 2 campus adicionales que en la actualidad ya no existen:
El primero ubicado en el barrio República en Santiago, denominado Campus Cumming, por su ubicación en la avenida Ricardo Cumming # 36, que albergó la Facultad de Odontología y las Clínicas dentales hasta el año 2017, en que se decidió trasladar las instalaciones al Edificio Pío Nono (esquina Dardignac con Pío Nono), del Campus Bellavista, en los pisos 5,6,7 y 8, lugar en que permanecen hasta la actualidad.
El otro campus ya extinto, fue el que estuvo en la ciudad de Osorno, denominado Campus Pilauco, el cual fue cerrado de manera paulatina a partir del año 2014, por la cercanía que tenía con el de reciente construcción que estaba ubicado en el Campus Pichi Pelluco de Puerto Montt, permaneció abierto hasta que los estudiantes de Osorno finalizaron sus carreras u optaron por finalizarlas en la ciudad de Puerto Montt.

## Posgrado
La Universidad San Sebastián posee en todas sus sedes más de 20 programas de magíster en todas sus facultades, 6 programas de doctorado, programas de especialización médicas y odontológicas y programas de MBA Executive en Negocios.

## Investigación y doctorados
La Universidad San Sebastián ofrece 10 programas de doctorado para contribuir a la formación avanzada de investigadores que aporten a la generación de nuevo conocimiento, como lo expresa en su misión.
Los programas, están conformados por claustros académicos de destacada trayectoria en investigación, se caracterizan por ser innovadores y promover la interdisciplina, buscando generar las capacidades que den respuestas a los complejos desafíos que hoy presenta la sociedad.
Los planes de estudios de los programas de doctorado incluyen el desarrollo de habilidades transversales relativas a la comunicación, desarrollo de competencias docentes, además de una formación ética, enriqueciendo la formación de los graduados con herramientas y conocimientos propios del quehacer investigativo y académico, como sello diferenciador.

## Programas Advance y post titulación
Es un programa que conduce a la obtención de un título profesional que valida estudios previos y experiencia laboral, la Universidad posee 21 programas de obtención de título, en las siguientes carreras, sedes y Facultades.
| Facultad                                      | Carreras | Sedes                                     |
| --------------------------------------------- | --- | ----------------------------------------- |
| Facultad de Economía y Gobierno               | Administración Pública Ingeniería Comercial Contador Auditor Ingeniería en Administración de Empresas mención Gestión Empresarial Ingeniería en Administración de Empresas mención Control de Gestión Ingeniería en Administración de Empresas mención Finanzas Corporativas Ingeniería en Administración de Empresas mención Gestión de Personas Ingeniería en Administración de Empresas mención Marketing Digital Ingeniería en Comercio Internacional | Santiago Concepción Valdivia Puerto Montt |
| Facultad de Ingeniería, Arquitectura y Diseño | Ingeniería Civil Industrial Ingeniería Industrial Ingeniería Civil Informática Ingeniería en Gestión en Tecnologías de la Información Ingeniería en Tecnologías de la Información y Comunicaciones Ingeniería en Gestión Logística Ingeniería en Logística y Transporte Ingeniería en Prevención de Riesgos Ingeniería en Ciberseguridad y Auditoría Informática                                                                                          | Santiago Concepción Valdivia Puerto Montt |
| Facultad de Derecho y Ciencias Sociales       | Derecho vespertino Trabajo Social Licenciatura en Trabajo Social | Santiago Concepción Valdivia Puerto Montt |
| Facultad de Psicología y Humanidades          | Psicología | Santiago Concepción Valdivia Puerto Montt |
| Facultad de Ciencias de la Educación          | Licenciatura en Educación Educación Parvularia, Plan de prosecución de estudios Pedagogía en Educación Diferencial Programa de Formación Pedagógica para Licenciados o Profesionales | Santiago Concepción Valdivia Puerto Montt |

## Vinculación con el Medio
En concordancia con estos lineamientos, ha fomentado como desafío ineludible de su quehacer académico, la vinculación con la sociedad mediante el establecimiento de relaciones recíprocas y sistemáticas con el medio en el que se inserta, teniendo como propósito esencial contribuir a la consolidación de una sociedad más equitativa, enriqueciendo con ello su función educativa y posicionándose de manera activa como protagonista del desarrollo del país.

## Centros de Salud Regionales
En el año 2000, entró en funcionamiento el centro de salud de la Universidad San Sebastián (CSUSS) en la ciudad de Concepción, donde ha protagonizado un importante desarrollo a lo largo de los años. A la par del crecimiento de la Universidad, el CSUSS comenzó su expansión por el sur del país, en las ciudades de Valdivia, Puerto Montt y luego en Santiago de Chile, conformando así una completa red de salud.
Las clínicas privadas de salud, brindan un esquema de atención progresivo de acuerdo a las necesidades y problemática de los pacientes, basado en complejidad creciente y con preocupación preferente por acciones de fomento, promoción y prevención odontológica y médica.
Los profesionales del CSUSS, otorgan una atención clínica integral, con niveles de resolución adecuados, transformándose así en la puerta de entrada a un sistema de atención de salud odontológico y médico tanto de niños como de adultos, derivando a las diversas especialidades según las necesidades de cada paciente.
El CSUSS concentra su quehacer en tratamientos ambulatorios exclusivamente en prestaciones odontológicas, psicológicas, kinesiológicas, fonoaudiológicas y tecnología médica.
Los Centros de Salud tienen instaurado, apoyar el desarrollo del proyecto académico de la Universidad con una gestión eficiente de los recursos aportados por la misma para el desarrollo y operación de las carreras del Área de la Salud en Campos Clínicos, todo lo anterior, sujeto a los estándares de calidad aprobados por la institución, cuya gestión de calidad está dada por:
- Políticas de cultura de calidad
- Estandarización de procesos clínicos
- Capacitación en normativas clínicas
- Validación y certificación técnica de profesionales de la salud
- Visitas técnicas de apoyo clínico a regiones
- Contraloría Clínica

## Doctores honoris causa
La universidad ha concedido los siguientes títulos honoríficos de doctor honoris causa:
- 2011: Fernando Castillo Velasco (arquitecto y político)
- 2013: Carlos Massad Abud (ingeniero comercial)
- 2014: Jaime Tohá González (ingeniero forestal y político)
- 2015: Pablo Casanegra Prnjat (médico cirujano)
- 2016: Fernando Galván Reula (filólogo)
- 2017: Sergio Villalobos Rivera (historiador)
- 2018: Ole Blok Fejerskov (odontólogo)
- 2023: Rabindranath Quinteros (odontólogo). Ha sido Intendente Regional, Senador y exalcalde de Puerto Montt[29]

Además ha distinguido con su máxima distinción académica, de doctor scientiae et honoris causa, a:
- 2009: Pablo Valenzuela Valdés (bioquímico)
- 2016: Tom Dillehay (arqueólogo y antropólogo)
- 2021: Carlos Mansilla Figueroa (Ingeniero civi Industria y magíster en administración de empresas)

## Controversias
En 2012, el decano de arquitectura Cristián Boza provocó una polémica al referirse explícitamente al bajo nivel cultural y estrato socioeconómico de sus alumnos. A causa de sus comentarios debió presentar su renuncia. También ha sido controvertido su edificio del campus Bellavista, que algunos consideran de "proporciones totalmente irrespetuosas con el entorno".
En 2013, una investigación de Ciper reveló que los dueños de la universidad han hecho ganancias gracias a «sociedades espejo» que prestan servicios a la universidad. En la manzana donde se encuentra la casa central, la empresa Desarrollo Inmobiliario Bellavista S.A., vinculada a la Universidad San Sebastián, proyectó dos edificios de viviendas (Torre Lote 3, ubicada en calle Dardignac 44, y Torre Lote 4, en Bellavista 47), que el alcalde de Recoleta Daniel Jadue ordenó demoler por superar los 25 metros de altura autorizados por la ley establecida para el barrio patrimonial; la empresa recurrió a los tribunales, que en una primera instancia, en abril de 2015, dieron razón al edil, pero la Corte de Apelaciones revocó el decreto de demolición en marzo de 2016.
Los planes de levantar una gigantesca estatua (13,5 metros de alto, contando la base) del papa Juan Pablo II en la plazoleta José Domingo Gómez Rojas, frente a la sede Bellavista, patrocinada por la Universidad, causó tanto revuelo que tuvo que ser abandonado. Los vecinos del barrio se movilizaron en contra del proyecto y finalmente el Consejo de Monumentos Nacionales no autorizó su colocación por romper —en palabras de la entonces vicepresidenta ejecutiva de esa institución, Nivia Palma— "la armonía histórica y urbanística" del lugar. La estatua había sido proyectada por el escultor Daniel Cordero, hermano de Luis Cordero, uno de los dueños de la universidad. La idea de levantar la estatua a Juan Pablo II era de Luis Cordero, exvicerrector y actual presidente de la junta directiva de la universidad, hombre cercano a Jaime Guzmán y que participó en su tiempo en el Acto de Chacarillas (1977). Finalmente, fue instalada en 2014 en el sector de Bajos de Mena de la comuna de Puente Alto.
En 2024, el caso de corrupción conocido como Caso Hermosilla afectó la imagen de la institución, dado que el abogado Luis Hermosilla, principal responsable del caso, puesto en prisión preventiva en agosto de este año por presuntos delitos tributarios, soborno y lavado de activos, era asiduo a la institución, presidida en su junta directiva por su amigo Andrés Chadwick y cuyo vicerrector de la sede Santiago era Felipe Ward Edwards, ambos involucrados también en el caso. Este último renunció a su cargo a raíz de este caso. Adicionalmente, la exministra de la Corte Suprema Ángela Vivanco y el exfiscal Manuel Guerra, también involucrados en el caso, eran profesores de la institución. A raíz de estas investigaciones, se evidenciaron además millonarios salarios a otros exrepresentantes del segundo gobierno de Sebastián Piñera, que no mostraban evidencias de haber realizado investigación ni docencia en la institución. Tal es el caso de la exministra de Educación, Marcela Cubillos, que recibía un sueldo de 17 millones de pesos mensuales, Jean Pierre Matus o Diego Schalper. También se detectaron conexiones políticas con Arturo Zúñiga, María Teresa Valenzuela o Enrique París, levantando sospechas de conflictos de interés y sobresueldos. Dado que una parte importante de estos recursos provenían de fondos públicos, lo anterior llevó a la Superintendencia de Educación Superior a levantar un oficio a la universidad para aportar más antecedentes. El 25 de septiembre, a raíz de todas estas acusaciones, Chadwick renunció también a la institución.

## Centros, Unidades, Institutos
- Centro de Biología Celular y Biomedicina (CEBICEM) - USS Santiago (Campus Los Leones de Providencia).
- Centro de Extensión de Estudios USS (Campus Los Leones de Providencia).
- Centro de Estudios y Atenciones Psicológicas (CEAPSi) - (Campus Los Leones de Providencia).
- Centro de Investigación para la Educación Superior.
- Centro de Investigaciones Históricas (Campus Bellavista).
- Centro de Estudios Cervantinos (Campus Valdivia).
- Centro de Educación Ciudadana.
- Centro de Estudios Latitud Patagonia (Campus Puerto Montt)
- Centro de salud USS Santiago.
- Centro de salud USS Concepción.
- Centro de salud USS Valdivia.
- Centro de salud USS Puerto Montt.
- Ciudad Deportiva USS, Las Condes.
- Clínicas Odontológicas USS Santiago.
- Clínicas Odontológicas USS Concepción.
- Clínicas Odontológicas USS Valdivia.
- Clínicas Odontológicas USS Puerto Montt.
- Centro de Rendimiento de Apoyo al Estudiante (CREAR) - USS Santiago, Campus Los Leones de Providencia.
- Centro de Rendimiento de Apoyo al Estudiante (CREAR) - USS Santiago, Campus Bellavista.
- Centro de Rendimiento de Apoyo al Estudiante (CREAR) - USS Concepción.
- Centro de Rendimiento de Apoyo al Estudiante (CREAR) - USS Valdivia.
- Centro de Rendimiento de Apoyo al Estudiante (CREAR) - USS Puerto Montt.
- Instituto de Historia.
- Instituto de Filosofía.
- Instituto de Estudios para la Familia.
- Instituto de Políticas Públicas de Salud (IPSUSS).
- Instituto Profesional CIISA.
- Hospital Clínico Veterinario USS Concepción.
- Hospital Clínico Veterinario USS Puerto Montt.
- Hospital y Centro de Simulación Clínica Santiago.
- Hospital y Centro de Simulación Clínica Concepción.
- Hospital y Centro de Simulación Clínica Valdivia.
- Hospital y Centro de Simulación Clínica Puerto Montt.

## Extensión
- Ediciones USS.
- Periódico USS Online.
- Preuniversitario PREUSS

## Egresados destacados
- Ivette Vergara
- Frank Sauerbaum
- Yolanda Arrieta
- Cristián Campos Jara
- Jaime Sáez Quiroz
- Bárbara Sepúlveda